# Anyphops septemspinatus
Espèce
Synonymes
- Selenops septemspinatus Lawrence, 1937

Anyphops septemspinatus est une espèce d'araignées aranéomorphes de la famille des Selenopidae.

## Distribution
Cette espèce se rencontre en Afrique du Sud au KwaZulu-Natal et au Limpopo et au Mozambique,.

## Description
Le mâle syntype mesure 8,3 mm et la femelle syntype 10,4 mm.

## Systématique et taxinomie
Cette espèce a été décrite sous le protonyme Selenops septemspinatus par Lawrence en 1937. Elle est placée dans le genre Anyphops par Benoit en 1968.

## Publication originale
- Lawrence, 1937 : « A collection of Arachnida from Zululand. » Annals of the Natal Museum, vol. 8, p. 211-273.